# 田中陽子 (バスケットボール)
田中 陽子（たなか ようこ、1998年2月17日 - ）は、日本の女子バスケットボール選手である。ポジションはシューティングガード。

## 来歴
三重県出身。
岐阜女子高校でウィンターカップ優勝、大阪人間科学大でインカレ3位をそれぞれ経験。
卒業後は当時地域リーグ所属で翌シーズンよりWリーグ参入が決まっていたプレステージ・インターナショナル アランマーレに加入。
2023年退団。